# Sergio Devecchi
Sergio Devecchi (geb. 2. Oktober 1947 in Lugano) ist ein Betroffener von fürsorgerischen Zwangsmassnahmen, dann Heimleiter in verschiedenen Institutionen und u. a. von 2004 bis 2009 Präsident des Schweizerischen Fachverbandes Integras.

## Leben
Sergio Devecchi wurde zehn Tage nach seiner Geburt in Viganello bei Lugano von seiner unverheirateten, 21-jährigen Mutter Edvige-Maria Devecchi weg in das evangelische Kinderheim «Gott hilft» in Pura verbracht. Erst beim Eintritt in den Kindergarten realisierte er, dass er nicht bei seinen Eltern aufwachsen konnte.
Weil das Kinderheim 1958 geschlossen wurde, wurde er, nach mehreren Fluchtversuchen aus Heimen im Kanton Tessin, in das Mutterhaus der Stiftung «Gott hilft» nach Zizers (GR) verbracht. Auch hier herrschte ein evangelikal geprägtes, strenges und gewalttätiges Regime. Die Kinder wurden mit harter Landwirtschaftsarbeit ausgebeutet und brutal bestraft. Dank einer Lehrerin konnte Sergio Devecchi immerhin die Sekundarschule im Dorf besuchen. Als «Stallbub» übernahm er die Verantwortung für den Tierbestand.
Unvermittelt wurde er 1964 von einem Onkel aus dem Heim nach Lugano verbracht und dort, während einer kaufmännischen Lehre, ohne Kontakt, ohne genügend Nahrung und Kleidung sich selbst überlassen. Ein Sozialarbeiter wurde auf ihn aufmerksam, nahm sich seiner an und ermunterte ihn zur Ausbildung als Sozialpädagoge (1969–1973).

## Berufstätigkeit
Nach dem Abschluss der Ausbildung 1973 arbeitete Sergio Devecchi als Erzieher und Heimleiter im Jugendheim der Schenkung Dapples in Zürich (1974–1978, 1987–2009) und baute die Jugendstätte «Bellevue» in Altstätten SG auf (1984–1987), die aus der Anstalt «Zum guten Hirten» hervorgegangen war. Zwischendurch arbeitete er auch in berufsfremden Branchen. Erst bei seiner Pensionierung 2009 machte er seine Heimvergangenheit bekannt.

## Aufarbeitung der fürsorgerischen Zwangsmassnahmen und Fremdplatzierung
2018 wurde Sergio Devecchi vom Bundesamt für Justiz als Opfer von fürsorgerischen Zwangsmassnahmen und Fremdplatzierungen anerkannt. Er hielt am Anlass vom 13. April 2013 nach Frau Bundesrätin Sommarugas Entschuldigung die Schlussrede. Er tritt für die Aufarbeitung in der deutsch- und der italienischsprachigen Schweiz auf.

## Werke
- Heimweh. Vom Heimbub zu Heimleiter. Stämpfli Verlag, Bern 2017, ISBN 978-3-7272-7905-8
- Auszug aus dem Werk, in der Sendung «Text zum Sonntag» von SRF, 22.20.2017 (Link)
- Infanzia rubata. la mia vita di bambino sottratto alla famiglia. Edizioni Casagrande, Bellinzona 2019, ISBN 978-88-7713-833-0
- L'infanzia rubata. Interview mit Sandy Altermatt und Marcello Fusetti zum Buch. Sendung von RSI vom 22.4.2019, 9 und 7 Min. (Link)
- Beitrag in: Yves Baer: Abgestempelt & aufgefangen. Von gefallenen Mädchen zu jungen Frauen mit Perspektiven. VISSIVO, Zürich 2017, ISBN 978-3-03846-027-5
- Beitrag in: Barbara Tänzler: Kinderheim statt Kinderzimmer. Neun Leben danach. Helden Verlag, Gröbenzell 2012, ISBN 978-3-905748-12-3

## Dokumentarfilme
- Edwin Beeler: Hexenkinder. Schweiz 2021, Calypso Film AG. (Link zu Play SRF, Registration nötig)
- Hintergrundartikel zum Film anlässlich der Aufführung in «Sternstunde Religion» von SRF 1, 1.1.2020 (Link)
- Un'infanzia rubata. Le idee contano. Film von RSI, 30.11.2019, 21 Min. (Link)
- Interview mit der Zeitung «Blick» vom 2.5.2019, 2 Min. (Link)